# 속대전
속대전(續大典)은 조선 후기의 법전이다. 1746년(영조 22년)에 서종옥, 김약로, 이종성, 이일제, 김상성, 구택규 등의 편저자에 의해 간행되었다. 체제는 경국대전과 같이 이(吏), 호(戶), 예(禮), 병(兵), 형(刑), 공전(工典)의 육전(六典, 6권) 및 4책으로 구성되어 있다. 소장처는 규장각 도서이며 관리자는 규장각이다.

## 편찬/발간 경위
1746년(영조 22)에 《경국대전》 시행 이후에 공포된 법령 중에서 시행할 법령만을 추려서 편찬한 통일 법전.
《경국대전》의 시행 뒤 《대전속록 大典續錄》·《대전후속록 大典後續錄》이 나오고 계속해서 법령이 증가했으나, 이들 법전과 법령간에 상호 모순되는 것이 많아 관리들이 법을 적용하는데 혼란을 가져왔다. 이에 1682년(숙종 8)부터 《수교집록 受敎輯錄》의 편찬에 착수하였다.
1688년에 이조판서 박세채(朴世采)가 사직소(辭職疏)에서 경제사(經濟司)를 설치, 《경국대전》 뒤의 모든 법령 중에서 시행할 수 없는 법은 바꾸거나 증보하여 《속대전》이라는 법전을 편찬함으로써 제도를 새롭게 하자고 주장했는데, ‘속대전’이라는 용어는 여기서 처음 거론되었다.
그러나 이 의견은 받아들여지지 않았다. 다만 《경국대전》과 각 속록 등의 조문을 하나로 통일하는 방법에 따라 《전록통고 典錄通考》·《증보전록통고 增補典錄通考》 등이 편찬되어 법령의 편람에 이바지할 뿐이었다.
영조가 즉위한 뒤 비로소 제2의 대전을 편찬할 결심을 하고, 1740년(영조 16)부터 이 법전의 편찬이 시작되었다. 1744년 따로 찬집청(纂輯廳)을 설치하고 당상(堂上)·낭청(郎廳)을 임명해 박차를 가하였다.
형조판서 서종옥(徐宗玉), 호조판서 김약로(金若魯), 예조판서 이종성(李宗城), 부사직(副司直) 이일제(李日躋)·김상성(金尙星)·구택규(具宅奎) 등 6인을 책임자로 하였다.
그리고 부호군 신사관(申思觀), 부교리 서지수(徐志修)·어석윤(魚石胤), 부사과(副司果) 김상복(金相福)·이규채(李奎采)·윤광찬(尹光纘)·남태기(南泰耆)·이게(李垍)·정하언(鄭夏彦)을 실무 담당자로 임명하여 모든 법령을 수집, 분류, 검토하여 초안을 만들었다.
그리고 영의정 김재로(金在魯), 좌의정 송인명(宋寅明), 우의정 조현명(趙顯命)이 감수하였다. 법령의 취사에는 일일이 영조의 결재를 받았는데, 영조 자신도 적극적으로 관여하였다. 그 해 8월에 법전이 거의 완성되어 영조자신이 서문을 썼으며, 11월 하순에 드디어 완성되었다.
구택규와 정하언을 교정관으로 임명하여 다시 전반적인 교정을 거쳐, 이듬 해 5월 교서관에게 《경국대전》과 《속대전》을 간행할 것을 명령하였다.
그러나 작은 조목에서 누락되거나 잘못된 것이 있을 것을 우려, 교정관과 함께 삼사가 회동하여 검토한 다음 1746년 인쇄를 완료하였다.
《경국대전》의 반포, 시행으로부터 260여 년 뒤, 편찬을 착수해 약 8년만에 《속대전》이 완성되었다. 이로써 법전은 두 개로 되었다.
이 법전은 《경국대전》의 총 213항목 가운데 76항목을 제외한 137항목을 개정, 증보했으며 주로 호전·형전 등에 18항목이 새로 추가되었다. 초간본이 규장각도서에 있다.

## 편찬 배경
『경국대전』과 마찬가지로 『속대전』 역시 영조에 의해 군주권의 강화가 모색되는 과정을 배경으로 편찬되었다. 당쟁이 격화된 17세기 후반부터 당쟁종식의 방법(탕평론)이 모색되기 시작했다. 탕평론은 당파의 존재를 긍정하는 가운데 당쟁의 격화를 막는 방안과 당파의 존재를 부정하여 당쟁을 인정하지 않는 방안으로 나뉘었는데, 변법에 기초한 개혁을 주장한 유형원이 후자의 대표적 논자라면 당파간의 갈등을 조정하려는 박세채는 전자의 경우였다.
탕평책이 본 궤도에 오르기 시작한 것은 영조 대에 들어서 무신란(戊申亂,=이인좌의 난)이 진압되고 난 이후였다. 영조는 붕당의 이해관계를 준격(峻激)하게 관철시키려는 부류는 어느 쪽이든 제거하고 온건론자들을 중용하여 의견의 대립을 줄이려고 했다. 이를 바탕으로 국왕이 정치를 주도하는 체제를 구축하는 것이 목표였다. 영조의 노력을 뒷받침한 세력은 주로 박세채의 영향을 받은 소론계 탕평관료들이었다. 탕평파의 노력은 우선 신임의리를 조정, 해소하는 문제에 모아졌다. 노소론을 중심으로 당론의 갈등을 무마하고 인사상의 세 균형을 이루려는 정책이 강조되었다. 또한 당쟁을 추동하는 제도적 기반으로 지목된 이조전랑과 한림의 직들이 자신들의 후임을 천거하는 제도가 폐지되었으며 산림(山林)이 각 당의 공론을 주재하던 체제를 없애고자 공론 주재자로서의 그 존재를 인정하지 않았다.
원래 주자학적 정치론에 따르면 군주란 천리와 인욕의 도덕론에 의하여 하신의 행동과 지향을 견인 당하는 존재였으며 이를 위해서는 사대부들의 공론에 의한 정치가 보장되어야 했다. 하지만 영조의 입장에서 공론정치란 곧 군권을 약화시키고 당쟁을 일으키는 원인이었다. 이러한 이유로 영조는 정치운영의 구체적 방법으로서, 법치적 방식을 강화하고자 하였다. 법이란 군주로 대표되는 국가가 규정한 객관적이며 외재적인 강제규범으로, 그 자체로 군주의 권위와 권능을 대변하고 있었다. 『속대전』은 이처럼 영조에 의해 당쟁을 극복하고 군주주도의 정치운영이 추구되는 과정에서 탄생하게 된 것이다.

## 편찬 과정
영조는 즉위 직후부터 『경국대전』으로는 조선후기 사회를 유지하는 데 한계가 있음을 인식하고 새 법전 편찬의 필요성을 절실히 느끼고 있었다. 그는 새 법전을 조종의 기본법전인 『경국대전』을 근간으로 하면서 『전록통고』 등을 활용하여 편찬하고자 하였다. 영조는 1736년(12년) 12월에 승지들에게 경국대전 형옥 ․ 전옥에 관한 일을 심찰하도록 하고 이어서 “형법이 밝지 않으면 백성들이 손발을 둘 데가 없다”라면서 형조판서 송진명과 비변사당상 김약로가 같이 의논하여 『속대전』을 편찬하도록 명하면서 특히 형정의 운영을 너그러이 하도록 지시하였다. 이는 형전의 대수, 특히 당시 남용되고 있는 악형을 폐지하는 것이 『속대전』의 편찬 목적 중 하나임을 보여준다. 1744년 (영조 20년) 6월에는 ‘증수대전속록찬집청(增修大典續錄纂輯廳)’의 설치를 명하였고, 8월에는 영조가 법전의 제목을 직접 속대전으로 정하였다. 같은 해 11월에 법전의 완성이 보고되었고 교정 후 간행할 것이 건의되었다. 교정작업에는 6개월이 소요되어 그 이듬해인 1745년 (영조 21년)에 개간(開刊)을 할 수 있었다. 그러나 최종 간행은 당시 대사간 남태온의 상소에 의하여 연기되었다. 남태온은 소소한 조목에 오류가 없다고 장담할 수 없으니 이를 옛날에 율령을 산정(刪定)할 때 양사에서 서경을 하던 구례를 좇아 교정을 맡은 당상과 낭청이 최종 이개(釐改)한 것을 가지고 삼사의 관원들이 함께 검토하자고 건의하니, 영조도 이를 좋게 여겨 따랐다. 그리하여 10개월이 지난 1746년 (영조 22년) 4월에 『속대전』의 간행이 완료되어 담당자를 시상하였다.

## 의의
『속대전』의 편찬 의의는 다음의 몇 가지를 지적할 수 있다.
첫째, 『속대전』은 조선후기의 기본 법전이다. 이전에 편찬된 삼록과 『전록통고』, 『신보수교집록』 등은 모두 일시적인 필요에서 내린 수교를 정식으로 삼은 ‘록(錄)’으로 영구준행할 ‘전(典)’은 아니었다. 하지만 『속대전』이 그 이전의 모든 법전들을 종합 정리한 법전은 아니다. 실제로 『경국대전』의 내용은 다시 수록하지 않고 그 이후의 것들만 수록하였으며, 관제의 연혁이나 아문의 신설 사항도 신설된 것은 ‘증치(增置)’라고 밝히고, 그 이전부터 있던 것으로서 관직이 가감증치된 것은 관직명만을 쓰고 그 내용은 주로 처리하였다.
둘째, 『속대전』은 조선후기의 사회상을 종합정리한 법전이다. 『속대전』편찬에는 동요하는 사회체제를 정비하려는 지배층의 의지가 반영되어 있다. 영조는 중세사회의 동요에 직면하여 강력한 왕권을 구축함으로써 지배체제를 강화하려고 하였다. 이를 위해서는 국왕을 정점으로 하는 확고한 권력체계의 확립과 일사불란한 법질서의 운용이 절실히 요청되었다. 이러한 요청은 사법행정체계에 대한 왕권의 간섭을 증대시키고 자의적 형벌집행을 규제하는 규정들로 반영되었다. 예를 들면, 사송아문이 판결 내용을 10일마다 임금에게 보고하도록 한 규정, 사면대상자에 대해 서울은 형조와 의금부에서, 지방은 관찰사가 검토하여 임금에게 보고하고 관찰사의 보고는 형조에서 검토하도록 한 규정, 사형에 해당하는 죄는 비록 용서할 수 있는 情狀이 있어도 반드시 임금에게 보고하고 지시를 받아 처리하도록 한 규정, 囚禁을 억제하고 규정 외의 감옥 설치를 금지한 규정 등이 그 사례이다.
셋째, 『속대전』편찬으로 압슬형(壓膝刑), 낙형(烙刑), 자자형(刺字刑), 전가사변율(全家徙邊律) 등 각종 악형, 혹형이 폐지되고 남형이 금제됨으로써 민인들의 인신적 법률적 지위가 향상되는 계기가 되었다. 실제로 형전 추단조와 수금조에는 각종 악형을 폐지하고 남형을 금제하는 조치들이 수록되어 있다.
넷째, 형전의 정비로 중국법전인 대명률 체제로부터 독립하여, 우리 고유의 형법체계를 확립하는 발판이 마련되었다. 중국의 대명률 체제는 우리 실정에 맞지 않고 용어 또한 부적합하여 이러한 문제점을 해결할 수 있는 새로운 형법률 제정의 필요성이 절실하다는 지적이 일찍부터 있어왔다. 『신보수교집록』에서 형정에 관한 수교가 압도적인 비중을 차지하고 있다는 사실도 형법체계 정비의 시급함을 말해주는 것이다.
한편 『속대전』에서는 “경국대전에 따라 대명률을 쓰되 경국대전과 속대전에 만약 해당 법률이 있으면 이전에 따른다”라고 하여, 새로운 용률 원칙을 확립하기도 하였다.